# Walter Feldmann (Komponist)

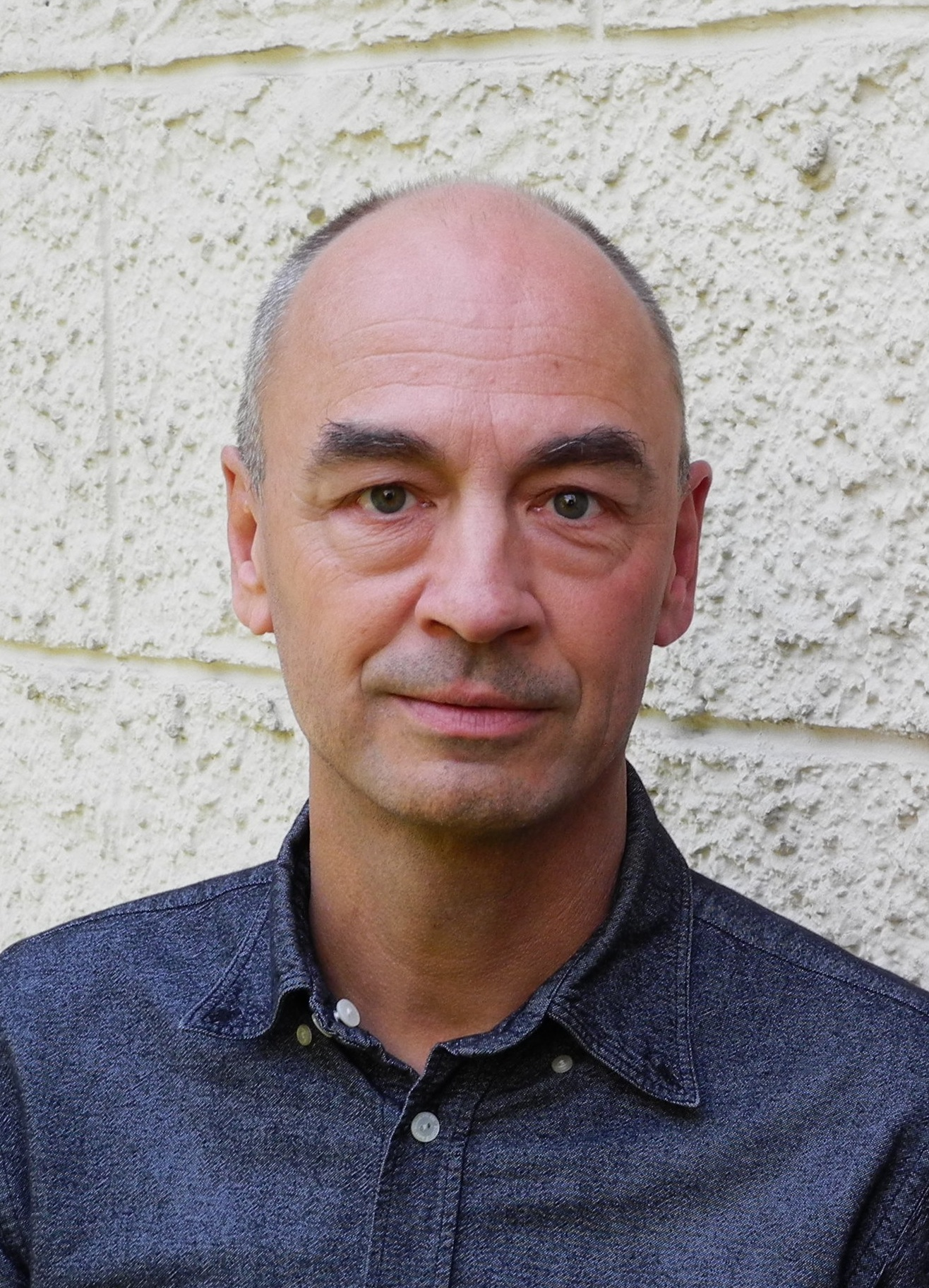
Walter Feldmann (2016)

Walter Feldmann (* 4. September 1965 in Glarus) ist ein Schweizer Komponist und Flötist.

## Werdegang
Walter Feldmann studierte Französisch, Latein und Musikwissenschaft an der Universität Zürich, parallel zum Flötenstudium bei Dominique Hunziker in Aarau. 1991 gründete er das Ensemble S Zürich, das sich auf zeitgenössische Musik spezialisierte. 1998 wurde er Mitglied des Flötenoktetts les joueurs de flûte und trug seitdem zur Entwicklung eines Repertoires für acht Flöten von der Renaissance bis zur Zeitgenössischen Musik bei. 1992 wurde er Mitorganisator und von 1994 bis 2003 künstlerischer Leiter des Festivals Tage für Neue Musik Zürich. 1993 nahm er an der ersten Ausgabe der Sommerakademie, 1996 am Sommerkurs in Musikinformatik am Ircam teil. Von 1998 bis 2004 arbeitete er als Komponist und Flötist mit dem Choreografen Gabriel Hernández (tHEL danse) in Paris zusammen. Als Musikpädagoge unterrichtete er von 1993 bis 2011 an der Musikschule Steinhausen, seit 2009 ist er Querflötenlehrer an der Alten Kantonsschule Aarau, seit 2018 auch an der Kantonsschule Zofingen.

## Komponist
Feldmanns erste Kompositionen stammen aus dem Jahr 1986. 1993 wurden seine Werke in den Carus Verlag Stuttgart aufgenommen, ab 2018 erscheinen sie in den Éditions Marta. In seinem Katalog dominieren Kompositionen für Solisten oder Ensembles mit und ohne Elektronik. Nach einer ersten Reihe von Werken mit der Flöte als Hauptinstrument schrieb er kammermusikalische Werke, seine Streichquartette …à tournoyer (1990) und absences (fragmenté) (1991–1992), dann courbes – séquences für Flöte, Bratsche und Harfe (1992–1993). Eine weitere Facette seiner Arbeit umfasst Stücke für Solisten und Elektronik, darunter le sexe du noyé für Solo-Oboe (1995, „obsessive, neurotische, physische“ Musik) oder tellement froid que (géorgiques I) für Bassflöte (1995–1996), basierend auf Les Géorgiques von Claude Simon. Dieser Roman inspirierte zwei weitere Stücke: comme si le froid (géorgiques II) für Baritonsaxophon, Pauke, Klavier und Elektronik (1998 im Auftrag des Südwestrundfunks Baden-Baden) und n’était le froid (géorgiques III), für tiefes Orchester in 4 Gruppen (Auftrag des Südwestrundfunks Stuttgart 1999–2001). Dieser Zyklus rund um Les Géorgiques leitet einen Schreibstil ein, der heute fast ausschließlich auf textlicher oder literarischer Inspiration basiert.
In der Komposition dolcificare a piacere – R.E.C. für Solocello, Englischhorn, Frauenstimme und Klavier, geschrieben 1997, perfektionierte er sein Kompositionssystem, indem er alle typografischen Daten eines Textes berücksichtigte. Eine Art Textvermessung ermöglicht es ihm, alle für die Komposition notwendigen Materialien (Struktur, Tonhöhen, Rhythmen…) abzuleiten. Zu diesen „buchstäblichen“ Stücken gehören: réduction d’emballage für Soloklarinette und Streichquartett (1998–1999, überarbeitet 2002–2003), fort et longtemps für 8 Flöten (1999) sowie die beiden Versionen (2001–2002) von how many parts of it – the one, – and how many the other.
Die Begegnung mit der Schriftstellerin Anne-Marie Albiach und die Lektüre ihrer Werke schlug sich in mehreren Hauptwerken nieder: monstrueuse vécut dans le cadre la mémoire, Auftrag des Ensemble Intercontemporain für Solobratsche und großes Ensemble in 6 Gruppen (2002–2004) und une géométrie (2005–2007). 2016 führte Feldmann mit Esquisse : le froid für Solo-Marimba und 14 Instrumente die Liste der Werke zu gleichnamigen Texten dieser Autorin fort.
Seine Affinität zur Musik von Claude Debussy zeigt sich in seinen Transkriptionen von Klavierwerken des französischen Komponisten sowie in …y soufflera… für Sopran und Orchester (dessen Text dem an Debussy gerichteten Vierzeiler von Stéphane Mallarmé entnommen ist). vertical et blanc ist „dem Andenken an Claude Debussy“ gewidmet.

## Werke (Auswahl)
- 5 Szenen für Flöte allein (1986)
- Improvisations für Flöte und Harfe (1989, rev. 2006)
- Interaktionen für Flöte und Klavier (1989/2006, 2009)
- à tournoyer, 1. Streichquartett (1990), Auftrag des Bazin Quartetts
- absences (fragmenté), 2. Streichquartett (1991–92, rev. 1997)
- fragmenté (épilogue) für Soloklarinette, Streichquartett, Oboe, Horn, Bratsche, Harfe, Schlagzeug und Resonanzelektronik (1991–92), Auftrag der Tage für Neue Musik Zürich 1992 und der Suisa-Stiftung für Musik
- courbes - séquences für Flöte, Bratsche und Harfe (1992–1993), Auftrag des Sabeth Trio Basel und der Suisa-Stiftung für Musik
- courbe 2 für Solobratsche und Elektronik (1993, rev. 2001)
- sexe-tuor für Oboe oder Piccolo und Zuspielband (1995/2000)
- le sexe du noyé für Solo-Oboe und Resonanzelektronik (1995), Auftrag von Matthias Arter und des Kantons Glarus
- tellement froid que (géorgiques I) für Bassflöte und Elektronik (1995–96), nach Les Géorgiques von Claude Simon
- le second tour du noyé, 3. Streichquartett (1996–1097, rev. 2004)
- Lolita, Szene für Solo-Mezzosopran und 6 Stimmen (1997)
- dolcificare a piacere - R.E.C. für Solocello, Englischhorn, Frauenstimme und Klavier (1997), Auftrag des Ensembles aequatuor
- lasciar riposare für Violoncello (1997)
- comme si le froid (géorgiques II) für Baritonsaxophon, Pauke, Klavier und Elektronik (1998, rev. 2011), nach Les Géorgiques von Claude Simon, Auftrag des Südwestrundfunks Baden-Baden
- réduction d’emballage für Soloklarinette und Streichquartett (1998–1999, rev. 2002–2003), Auftrag des Südwestrundfunks und der Stiftung Pro Helvetia für Eduard Brunner und das Amati Quartett
- a coperto per für Klarinette (1998/99)
- fort et longtemps für 2 Altflöten solo und 2 Flötentrios (Piccolo / in C / Bass) (1999), Auftrag des Ensembles les joueurs de flûte[2]
- n’était le froid (géorgiques III) Flächen/Räume für tiefes Orchester in 4 Gruppen (1999–2001), nach Les Géorgiques von Claude Simon, Auftrag des Südwestrundfunks Stuttgart
- how many parts of It – the one, – and how many the other, no 1 the one für Bratsche, Flöte (auch Altflöte in G / kleine Flöte) und Elektronik (2001–2002), Auftrag von tHEL danse Paris, Koproduktion Ircam / Biennale nationale de danse du Val de Marne
- FR.GM.NTS -.O..A.Y, Choreografische Spiele für Bratsche, Flöte (auch Altflöte in G / kleine Flöte) und Elektronik (2002), Auftrag von tHEL danse Paris
- how many parts of It – the one, – and how many the other, no 2 the other für 2 Gitarren und Elektronik (2002), Auftrag von Mats Scheidegger
- monstrueuse vécut dans le cadre la mémoire für Solobratsche und großes Ensemble in 6 Gruppen (2002–2004) nach H II linéaires von Anne-Marie Albiach, Auftrag des Ensemble Intercontemporain
- se sont penchés dessus, Synchroniestudie Nr. 1 für Violinen oder 2 Soloviolinen, Bratsche und Cello (2004–2005)
- K K H für Baritonsaxophon, Gitarre und Elektronik (2006/07)
- une géométrie (2005–07) basierend auf dem Triptychon UNE GÉOMÉTRIE von Anne-Marie Albiach[12]
  - I. figurations de mémoire, Synchroniestudie Nr. 2 für tiefes Bläserquintett (Bassklarinette [auch Klarinette], Altflöte in G, Horn, Englischhorn, Fagott, 2005–2006), Auftrag des Arion Quintetts
  - I. figurations de mémoire, Fassung für Rohrblattquintett (2 Bassklarinetten [1. auch Klarinette], Altsaxophon [auch Sopransaxophon], Englischhorn, Fagott, 2005–2006/2017)
  - II. incantation, für Sologitarre, Bassflöte, Baritonsaxophon und Viola (2007), Auftrag des Ensemble Cattrall
  - III. vertical et blanc, für Bassflöte (auch Solo-Altflöte), Bassklarinette, Baritonsaxophon, 2 Bratschen, Gitarre (2006), Auftrag des Ensemble Cattrall
- ALMA für Oboe und Englischhorn (2009) oder für Oboe und Klarinette (2009/2023)
- 12 Minuteries für 4 Flöten (2013)
- y soufflera, Passacaille tordue über einen Vierzeiler von Stéphane Mallarmé, für Sopran und Orchester (2014–2'15)
- Wort – Schatz ! für Sprechstimme, Bassflöte, Bassklarinette, Bratsche, Klavier und Elektronik (2014–2015), im Auftrag des Ensemble TaG
- Unsichtbahr Text, Wolfs - Allgebrah für 8 Instrumente nach Texten von Adolf Wölfli (2015–2016), Auftrag des Vereins Wölfli&Musik und des Ensemble Proton Bern
- Esquisse : le froid für Solo-Marimbaphon und 14 Instrumente, nach dem gleichnamigen Text von Anne-Marie Albiach (2016), Auftrag der Tage für Neue Musik Zürich[13]
- MALA für Lupophon und Kontraforte (2017)
- d’un jour, ainsi, s’éclairant, für Mezzosopran, Altflöte in G, Klarinette und Fagott, nach einem Text von Roger Lewinter (2017)
- RIST für Violine, Klavier und elektronische Klänge (2019)
- Klangband RIST, elektronische Musik (2020)
- Süsses Unheil für Klarinette d’amore in G und Elektronik ad lib. (2020)
- lueur de lettres nach Gedichten von Charles Racine für Sopran, Trompete und Orgel (2021)
- chant de lettres nach einem Gedicht von Charles Racine für Orgel (2022)

### Transkriptionen
- Claude Debussy: Le sommeil de Lear. Transkription für Ensemble von acht Flöten (2008)
- Claude Debussy: La fille aux cheveux de lin. Transkription für Ensemble von acht Flöten (2010)

## Preise
- 1999: Kompositionspreis (Werkjahr) der Stadt Zürich[14]
- 2003: Preis der Landesstiftung Pro Arte.[1]

## Schriften
- approches : H II linéaires, Nioques no 4, La Sétérée, Januar 1992, ISSN 1148-4896.
- fragmenté (épilogue) - H II linéaires, Anne-Marie Albiach. In: Revue Tartine. Nr. 8, Paris Juni 1993.
- Grenzüberschreitung und verantwortliche Kompetenz im Kultur- und Konzertbetrieb. In Musik und Ästhetik. 13. Klett-Cotta, Stuttgart 2000, ISBN 3-608-98587-5.
- From Basic Material to Dramaturgy: les géorgiques. In: Polyphony & Complexity. Wolke Verlag, Hofheim 2002, ISBN 3-936000-10-7.
- Duett. In: kultzürichaussersihl. verlag um die ecke, Silvio Baviera, Zürich 2010, ISBN 978-3-033-02342-0.
- Anne-Marie Albiach. Le texte comme ADN de la transposition musicale. In: Le choix du poème. Presses universitaires de Rennes, 2015.

## Hörfunk
- Jean Daive: La mémoire de Walter Feldmann. Radiosendung, France Culture, Freitag, 5. August 2005.

## Diskographie
- how many parts of It - the one, - and how many the other, no 2 the other, Grammont Portraits, Mats Scheidegger & Stephan Schmidt, MGB CTS-M 90
- dolcificare a piacere - R.E.C., radio aequatuor, ensemble aequatuor, ear-842 001 M
- le sexe du noyé, Matthias Arter, Oboe, Walter Feldmann, Elektronik, collegno www 1CD 20009
- Esquisse : le froid, Jacqueline Ott, Marimbaphon, Collegium Novum Zürich, Jonathan Stockhammer, Grammont Sélection, Pro Helvetia 2018
- Süsses Unheil, Richard Haynes, Klarinette d’amore, cubus records CR 374
- figurations de mémoire, Version für Rohrblattquintett, Figurations, BlattWerk Quintet, schweizerfonogramm 2022 (Preis der Deutschen Schallplattenkritik 2022[16])